# 亨切什蒂
亨切什蒂（羅馬尼亞語：Hîncești，發音：[hɨnˈt͡ʃeʃtʲ]）是摩爾多瓦的城市，也是亨切什蒂區的首府，位於該國西部，距離首都基希涅夫33公里，始建於1500年，受大陸性氣候影響，2012年人口16,900。1965年至1990年间以布尔什维克领导人格利哥里·科托夫斯基的名字命名为科托夫斯克。